# Kullsveden
Kullsveden är en by i Säters distikt (Säters socken) i Säters kommun, Dalarnas län (Dalarna). SCB avgränsade en småort här mellan 1990 och 2020.